# Нит (река)
Нит (енгл. River Nith) је река у Уједињеном Краљевству, у Шкотској. Дуга је 114 km. Улива се у Солвеј ферт, односно Ирско море. 